# Ministero dell'economia, delle finanze e della sovranità industriale e digitale
Il Ministero dell'economia, delle finanze e della sovranità industriale e digitale (in francese: Ministère de l'Économie, des Finances et de la Souveraineté industrielle et numérique), chiamato informalmente Bercy, è un dicastero tra i più importanti del governo francese. Il suo ministro è uno dei membri di gabinetto più importanti dopo il Primo ministro. Il nome del ministero è cambiato nel tempo; ha incluso i termini "economia", "industria", "finanza" e "occupazione" nel corso del tempo.

## Compiti e funzioni
Il Ministero dell'economia e delle finanze supervisiona:
- la redazione di leggi in materia fiscale esercitando l'autorità diretta sul Consiglio di politica fiscale (Direction de la législation fiscal) del Dipartimento delle finanze pubbliche (Direction générale des Finances publiques), ex Dipartimento delle entrate (Direction générale des impôts);
- fondi nazionali e sistema economico-finanziario, in particolare con la Direzione generale del tesoro e della politica economica (Direction générale du Trésor et de la politique économique), da non confondere con il Tesoro pubblico (Trésor public), ovvero la Direzione generale della contabilità pubblica (Direction générale de la comptabilité publique) sotto l'autorità del ministro dell'azione e dei conti pubblici;
- lo sviluppo, la regolamentazione e il controllo dell'economia, tra cui l'industria, il turismo, le piccole imprese, la concorrenza e la sicurezza dei consumatori e altre questioni escluse l'energia, la sicurezza industriale, gli affari ambientali e i trasporti che sono sotto l'autorità del Ministero dell'ecologia;
- le politiche occupazionali e formazione professionale.

Il titolare dell'ufficio, che ha autorità sulle attività finanziarie dello Stato, sul sistema finanziario ed economico nazionale e sulle norme fiscali in generale, rappresenta anche la Francia nel Consiglio Affari economici e finanziari (ECOFIN).
È membro dell'Istituto europeo per le norme di telecomunicazione (ETSI).

## Posizione
Il Ministero delle finanze si trova a Bercy, nel XII arrondissement di Parigi. L'edificio che è condiviso con il Ministero dell'azione e dei conti pubblici si estende sulla Senna, dove c'è un embarcadero con veloci barche fluviali per collegamenti più veloci con altre agenzie governative. È inoltre servito dalla metropolitana di Parigi Linea 6 e Linea 14 alla stazione di Bercy. Per questo edificio completato nel 1988, il costo di costruzione ammontava a 2,93 miliardi di franchi del tempo, per una superficie gigantesca di 225000 m².
Il detto "la fortezza di Bercy" (in francese: la forteresse de Bercy) si riferisce al ministero come un dipartimento oscuro con ottusi funzionari pubblici, soprattutto di alto rango. Ciò è sottolineato dall'aspetto impressionante dell'edificio.